# Маска Канага
Маска Канага — це маска догона Малі, яка традиційно використовувалася членами Товариства Ава, особливо під час церемоній культу мертвих ( дама, церемонія трауру).

## Символізм
Маска Канаги нагадує про Бога-Творця Амму. Він має форму подвійного хреста, який нагадує створення світу, танцюють під час похоронних церемоній, де його використовують члени суспільства Ава.  Широка необізнана публіка схильна бачити там різні тваринні сюжети : kommolo tebu (птах),  ящірка, ігуана, barâmkamza dullogu (водна комаха), рука Бога або жіночий дух дерев ( gyinu ya ).  Маска представлена як в чоловічому, так і в жіночому вигляді. Чоловічий варіант найчисленніший. 
Канага був представлений на прапорі Французького Судану (1892–1958) і ефемерної Республіки Судан (1958–1959). А також Федерації Малі (1959–1960), що об'єднувала Сенегал і Суданську Республіку.

## Галерея

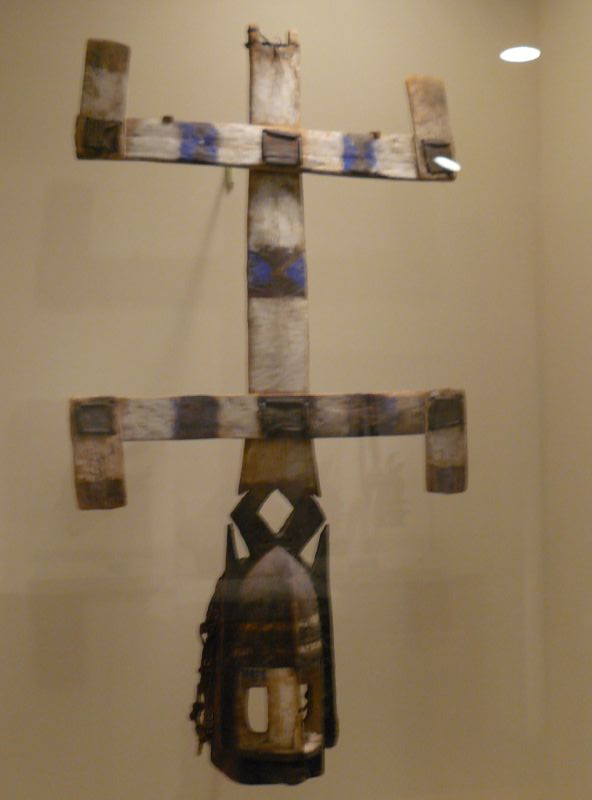
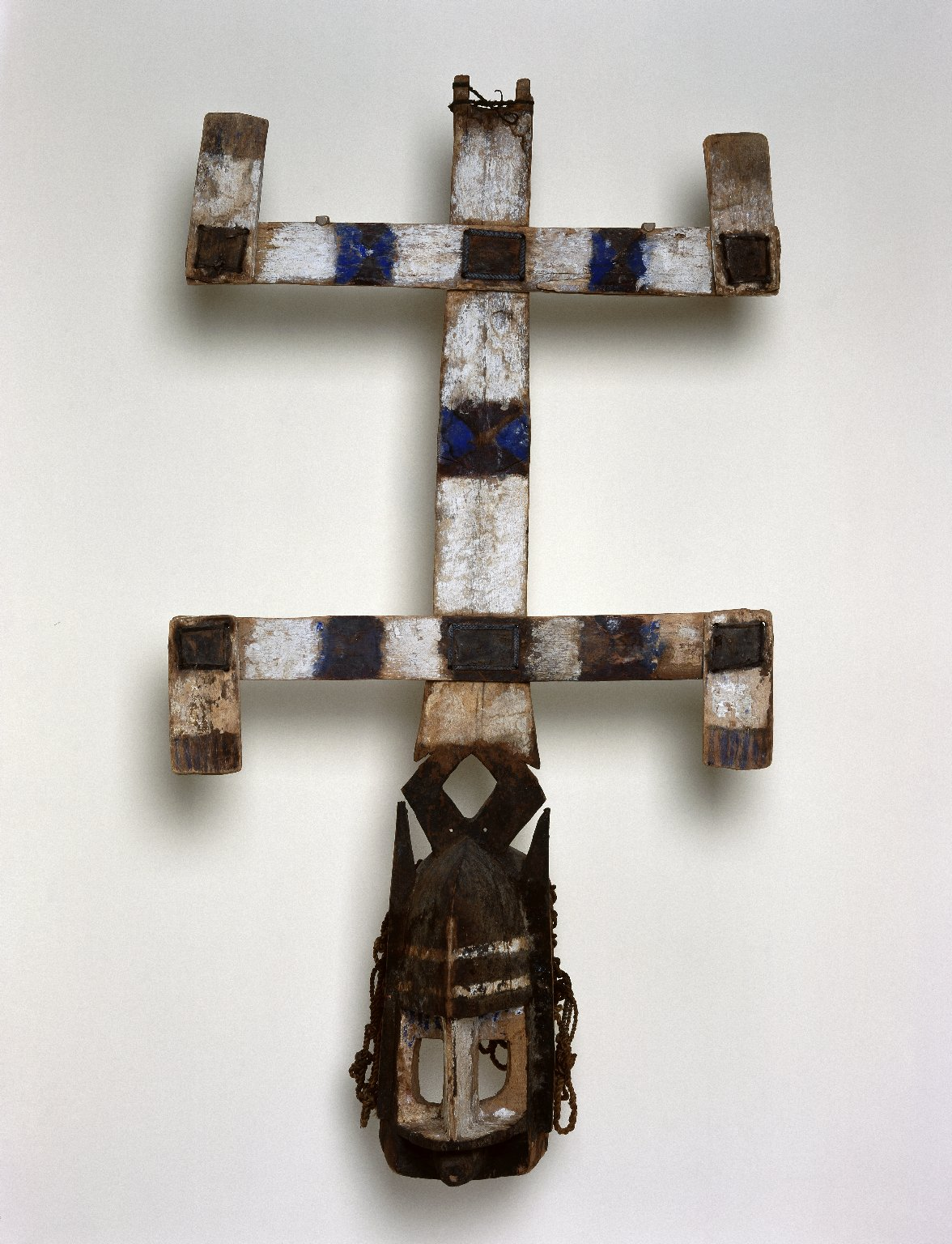
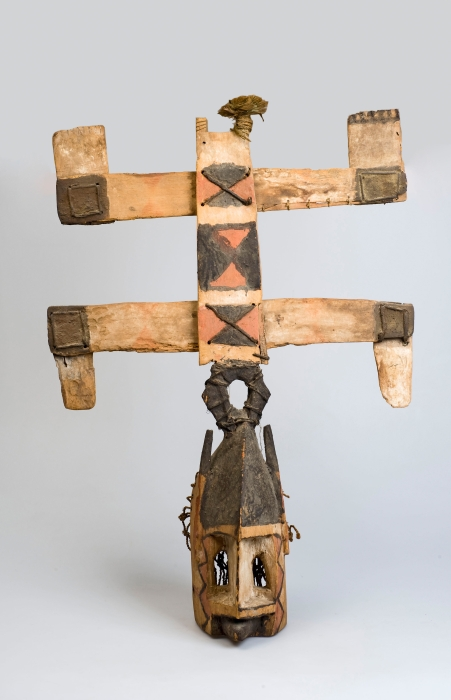
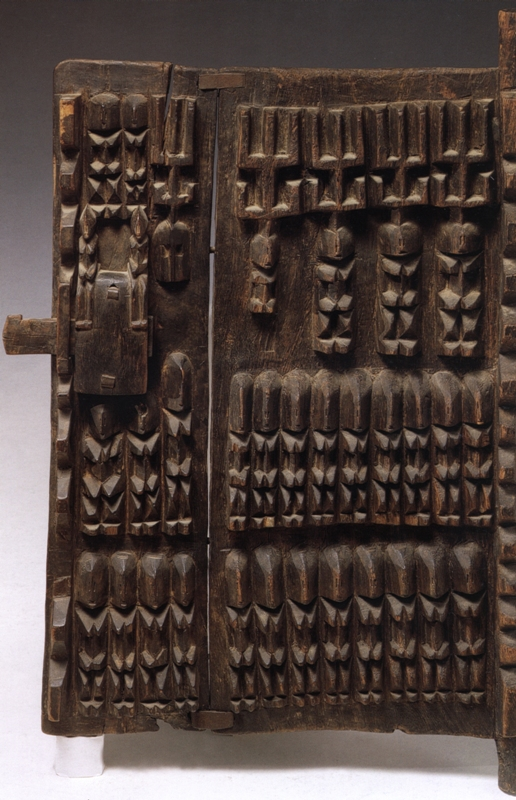
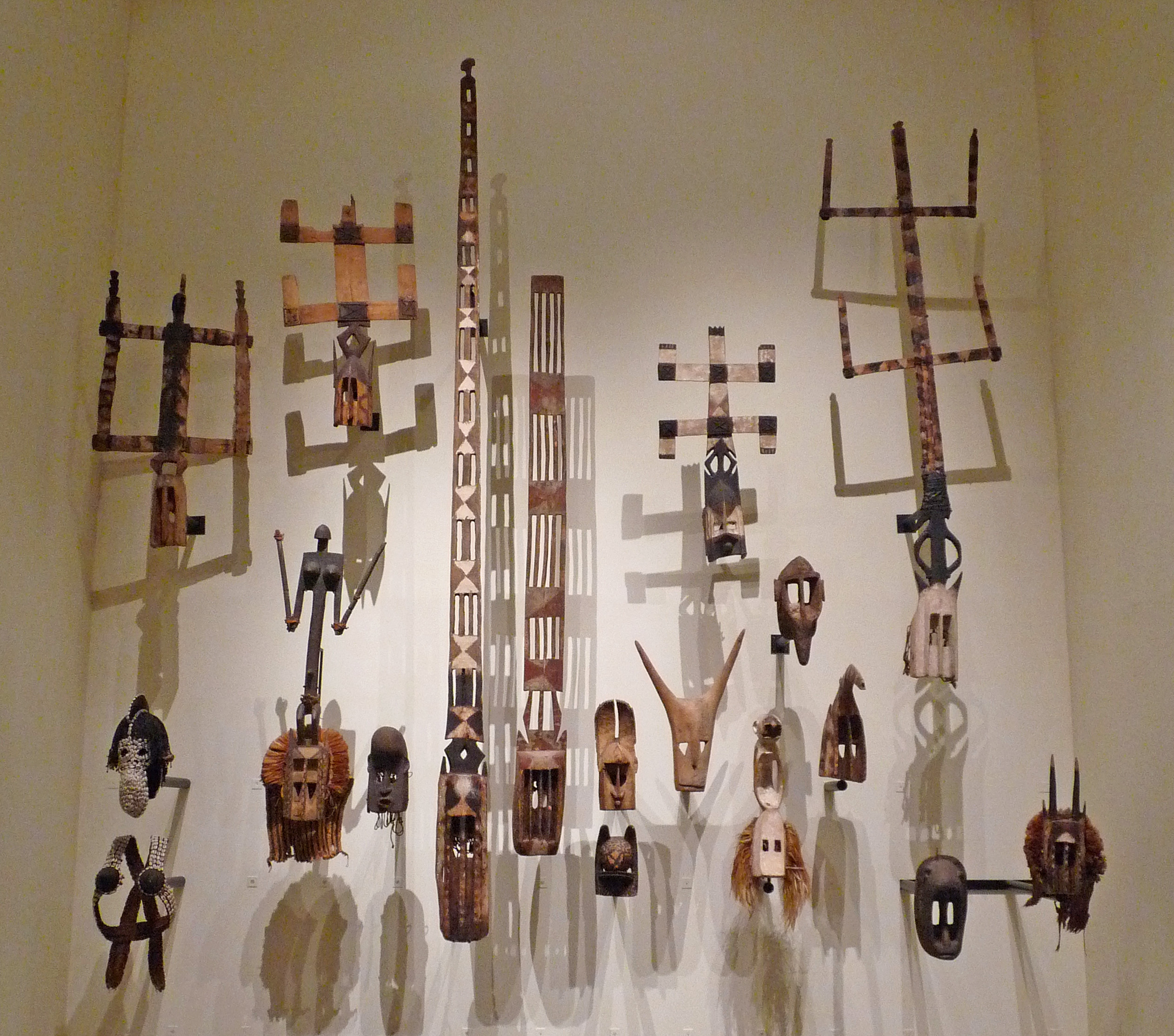
Прапор Французького Судану
Прапор Федерації Малі (1959-1961)